# Glaphyrosoma stephanosoltis
Glaphyrosoma stephanosoltis — вид прямокрилих комах родини Anostostomatidae. Описаний у 2019 році.

## Поширення
Вид поширений у тропічних лісах внутрішніх районів Коста-Рики. Цей вид є найпівденнішим представником роду Glaphyrosoma (інші види поширені в Мексиці, Гватемалі та Гондурасі).